# Monte Leupa
Der Monte Leupa, slowenisch Lopa, ist ein 2403 m s.l.m. respektive 2402 m. i. J. hoher Gipfel der Julischen Alpen an der italienisch-slowenischen Grenze südlich des Sella Nevea (1195 m s.l.m.) und oberhalb von Bovec (Flitsch).

## Lage und Landschaft
Der Berg liegt zwischen dem Val del Rio del Lago (Seebachtal/Raiblertal) des Kanaltal (Val Canale) und Val Raccolana (Raccolanatal) nördlich, und dem obersten Sočatal (Dolina Soče, Isonzotal), im Nordostgrat der Kaningruppe, 15 Kilometer südwestlich von Tarvis (Tarvisio) und 6 Kilometer nordwestlich oberhalb von Bovec.

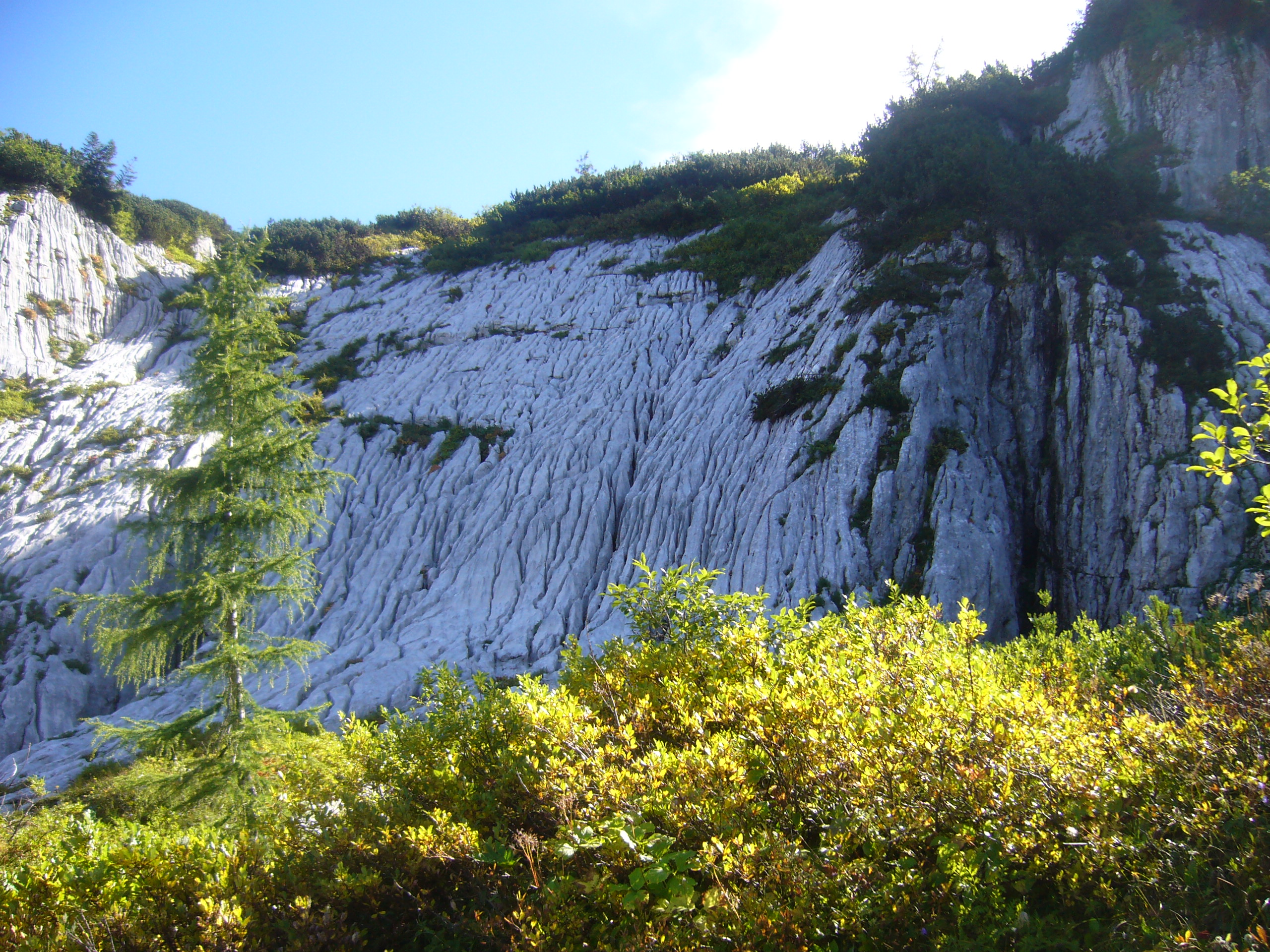
Karstkarren am unteren Ende der Pala Celar

Die Leupa ist eine breite, von der Seite spitzgipfelig wirkende Mauer. Unter ihrer Nordwand fällt die mugelige Hochfläche Pala Celar ab, unterhalb liegt der Vorklapf Monte Poviz (1987 m s.l.m.), der sich als Felskopf steil über die waldigen Talhänge am Neveasattel erhebt. Der Westgrat der Leupa läuft in den Golovec (2285 m) aus und bricht dann steil in das Sella Prevala (2062 m) ab. Unterhalb des Golovec steht italienischerseits die Punta Medon (2124 m s.l.m.) als Zahn in der Hochfläche. Südlich am Prevalasattel liegt dort das Kar Vršiči pod Lopu, und die Südflanke der Lopa fällt auf slowenischer Seite in das Tal Krnica ab. Der Nordostgrat der Leupa senkt zum flachen Grat der Konjske Police (um 2297 m).
Der Hauptgrat der Kaningruppe läuft vom Prevala weiter westwärts in den vergletscherten Kanin-Hauptstock, über den Monte Forat/Prestreljenik (2498 m) zum 4 Kilometer östlich liegenden Hauptgipfel Canin Alta/Visoki Kanin (2587 m). Nordostwärts läuft er zum Monte Cergnala/Hudi Vršič (2344/43 m).
Die Pala Celar entwässert vom Monte Poviz nordwärts zum Rio del Lago (Seebach) und Lago del Predil (Raibler See), und weiter über Slizza/Gailitz zur Gail, westwärts hingegen zum Torrente Raccolana, der unterhalb der Prevala entspringt und bei Chiusaforte-Raccolana im Eisental zur Fella fließt, einem Nebenfluss des Tagliamento. Südwärts gehen die Trockengerinne Krničar–Gijun zur Soča zwischen Bovec und Žaga (Saag). Die Gail fließt über die Drau/Drava der Donau zu, Tagliamento und Soča/Isonzo münden in die Adria. Damit gehört der Gipfel zur Wasserscheide Mittelmeer–Schwarzes Meer. In den Hängen unterhalb der Leupa finden sich am Neveapass zahlreiche Höhlen.

## Geschichte, Erschließung und Besteigung
Bestiegen wurde der Berg, soweit bekannt ist, erstmals im Jahr 1842 vom Botaniker Sendtner.
Die Grenze zwischen Österreich und Italien verlief nach dem Verlust Venedigs etwas nördlich an der Cima Confine an der Cergnala. Dort verlief auch die Alpenfront des Ersten Weltkriegs. Der Monte Lopa war ebenfalls mit Versorgungslinien ausgebaut.
Westlich unterhalb steht seit 1934 die Rifugio Celso Gilberti auf 1850 m s.l.m. Von dort wurde 2009 eine Seilbahn auf den Golovec errichtet, die den Zusammenschluss zum grenzübergreifenden Skigebiet Kanin–Sella Nevea–Bovec ermöglichte.
Der Monte Leupa selbst wird selten bestiegen und ist anspruchsvollere Kletterei.
Naturschutz besteht slowenischerseits, dort gehört der Berg zum Triglavski narodni park (Nationalpark Triglav), italienischerseits beginnt der Parco Naturale Prealpi Giulie (Naturpark Julische Voralpen) erst jenseits des Prevalasattels.